# Nagybárkány
Nagybárkány es un pueblo ubicado en el condado de Nógrád, Hungría.

## Superficie
Posee una superficie de 8,84 kilómetros cuadrados.

## Demografía
Hasta 2021 la población era de 647 habitantes, con una densidad de población de 73,19 habitantes por kilómetro cuadrado.